# Paratisiphone lyrnessa
Genre
Espèce
Paratisiphone lyrnessa est une espèce de lépidoptères (papillons) endémique de Nouvelle-Calédonie, appartenant à la famille des Nymphalidae et à la sous-famille des Satyrinae. Elle est l'unique représentante du genre monotypique Paratisiphone.

## Description
L'imago de Paratisiphone lyrnessa est un papillon brun qui présente un dimorphisme sexuel de coloration : le dessus des mâles est brun foncé, tandis que celui des femelles est d'un brun plus clair et marqué de taches blanches ou fauves. Quatre gros ocelles foncés pupillés de blanc marquent chacun une aile (près de l'apex des ailes antérieures et de l'angle anal des ailes postérieures), et sont mieux visibles chez les femelles.
Le revers des ailes est brun avec une tache orange au centre des ailes antérieures, et également des ocelles sombres pupillés de blanc : un gros à l'apex des ailes antérieures, et trois dont un gros aux ailes postérieures.

## Biologie
Plusieurs générations annuelles, les chenilles se développent sur une Cyperaceae, Tetraria comosa (C.B.Clarke) T.Koyama, 1961, qui pousse en maquis sur terrains ultramafiques.
Le papillon se rencontre aussi bien en maquis de basse altitude qu'en maquis d'altitude, vers 1000m.
L'espèce, très territoriale, est  discrète, furtive, et disparaît à travers la végétation à la moindre alerte.

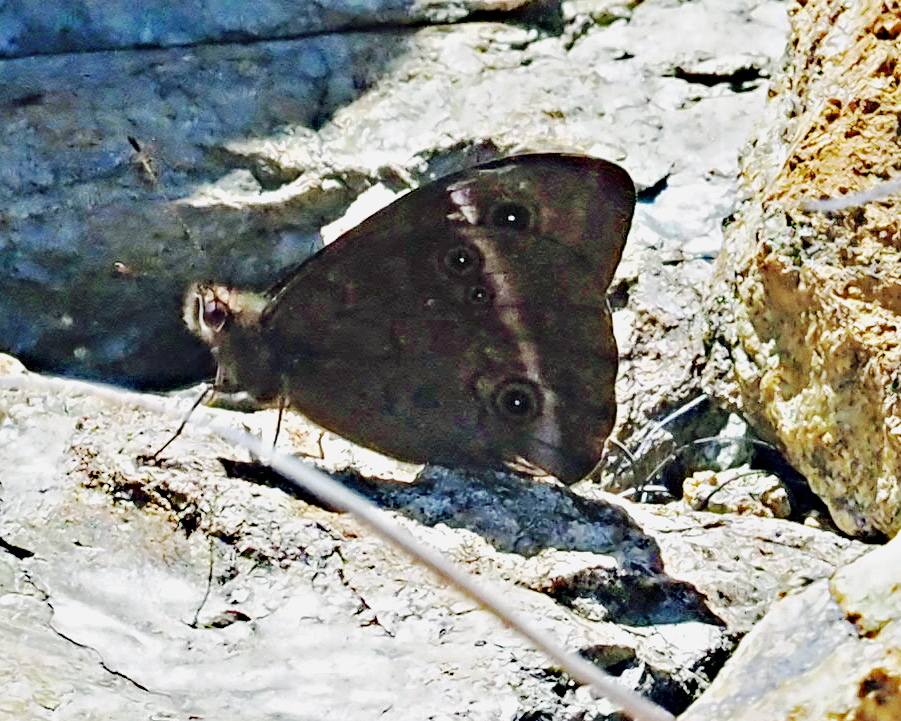
femelle biotope  maquis d'altitude sur terrains ultramafiques Monts Dzumac vers 1000m
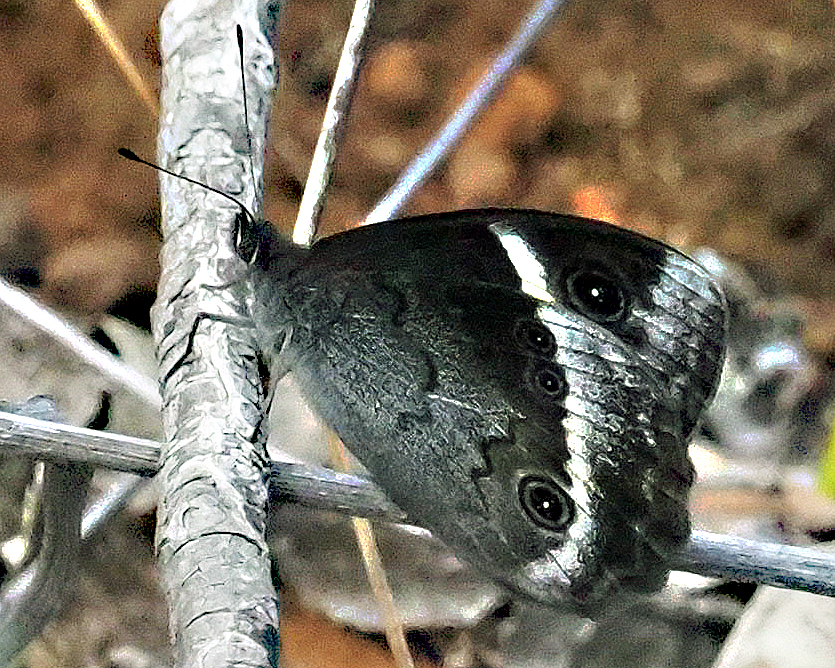
femelle au repos dans le maquis minier
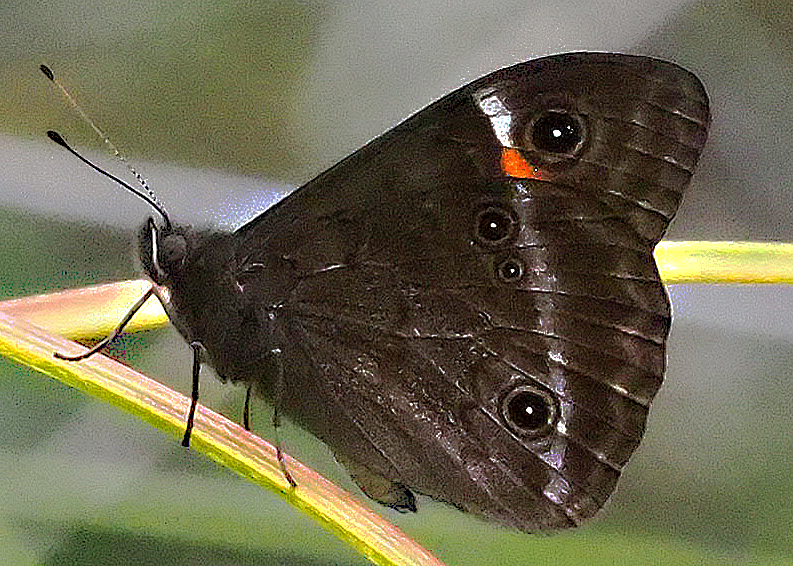
mâle dans maquis minier
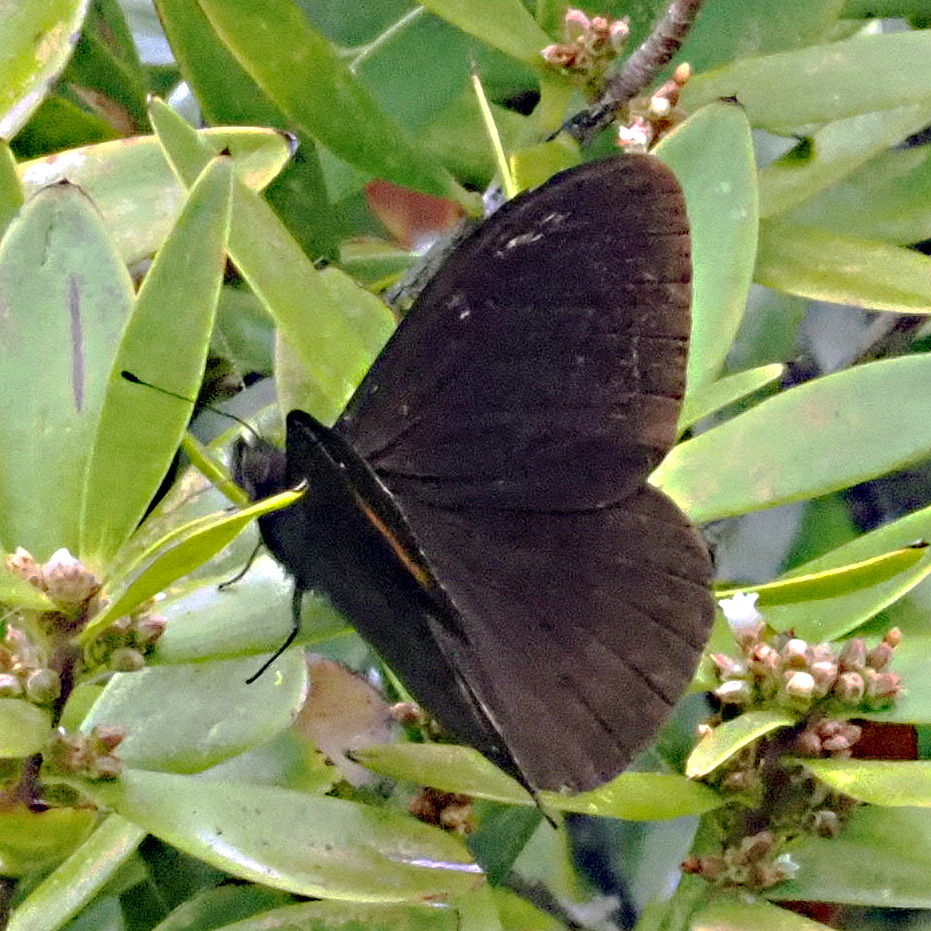
mâle ailes ouvertes
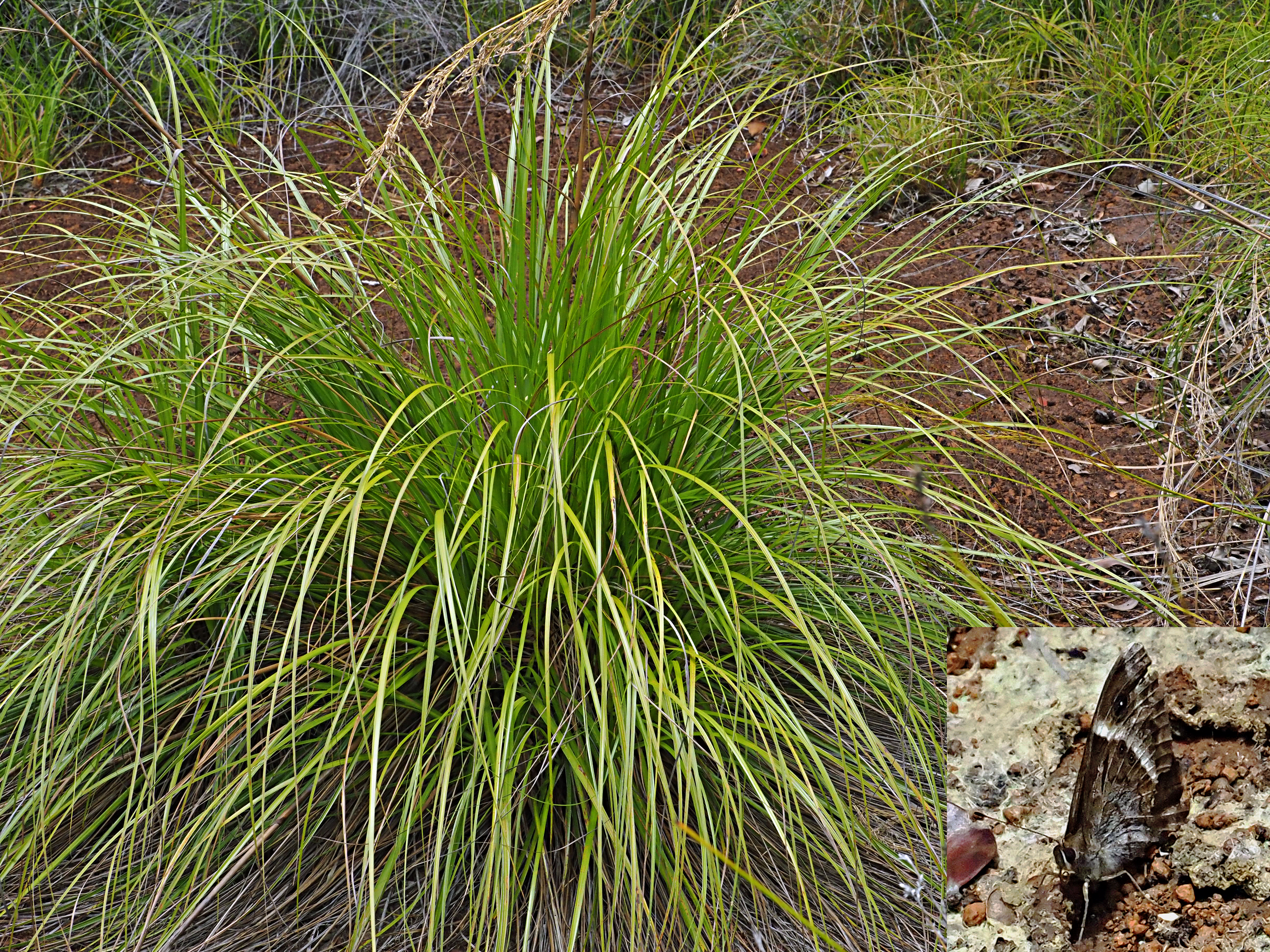
Tetraria comosa, plante-hôte de la chenille du Paratisiphone lyrnessa
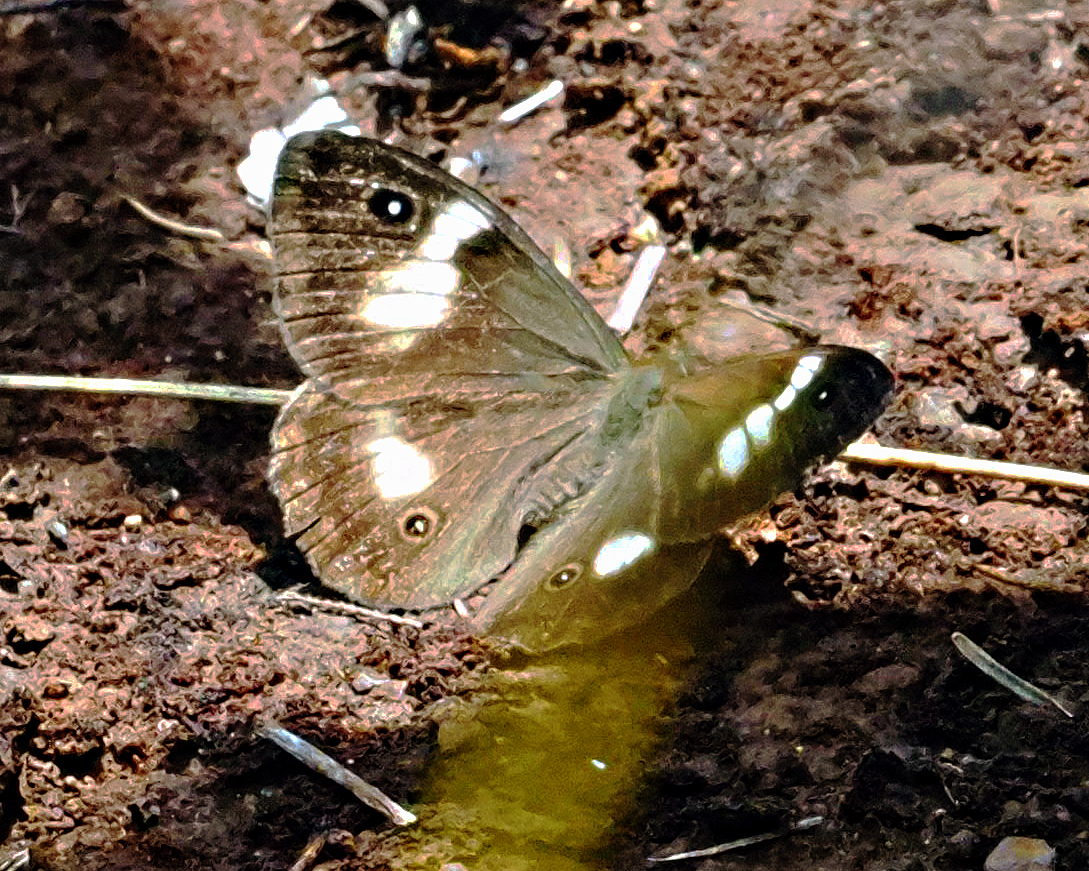
femelle de Paratisiphone lyrnessa ailes ouvertes
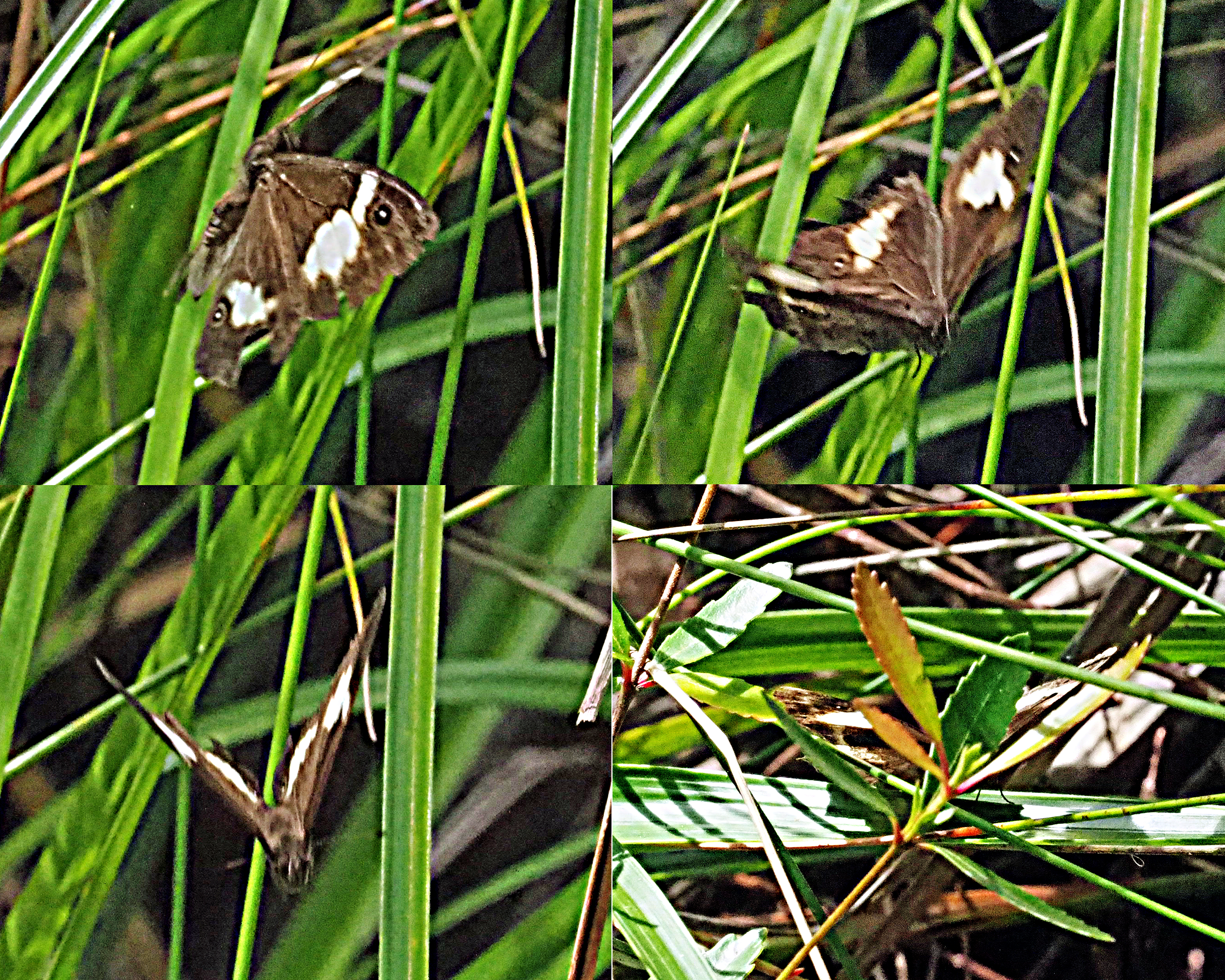
Paratisiphone lyrnessa femelle en vol dans le maquis ultramafique
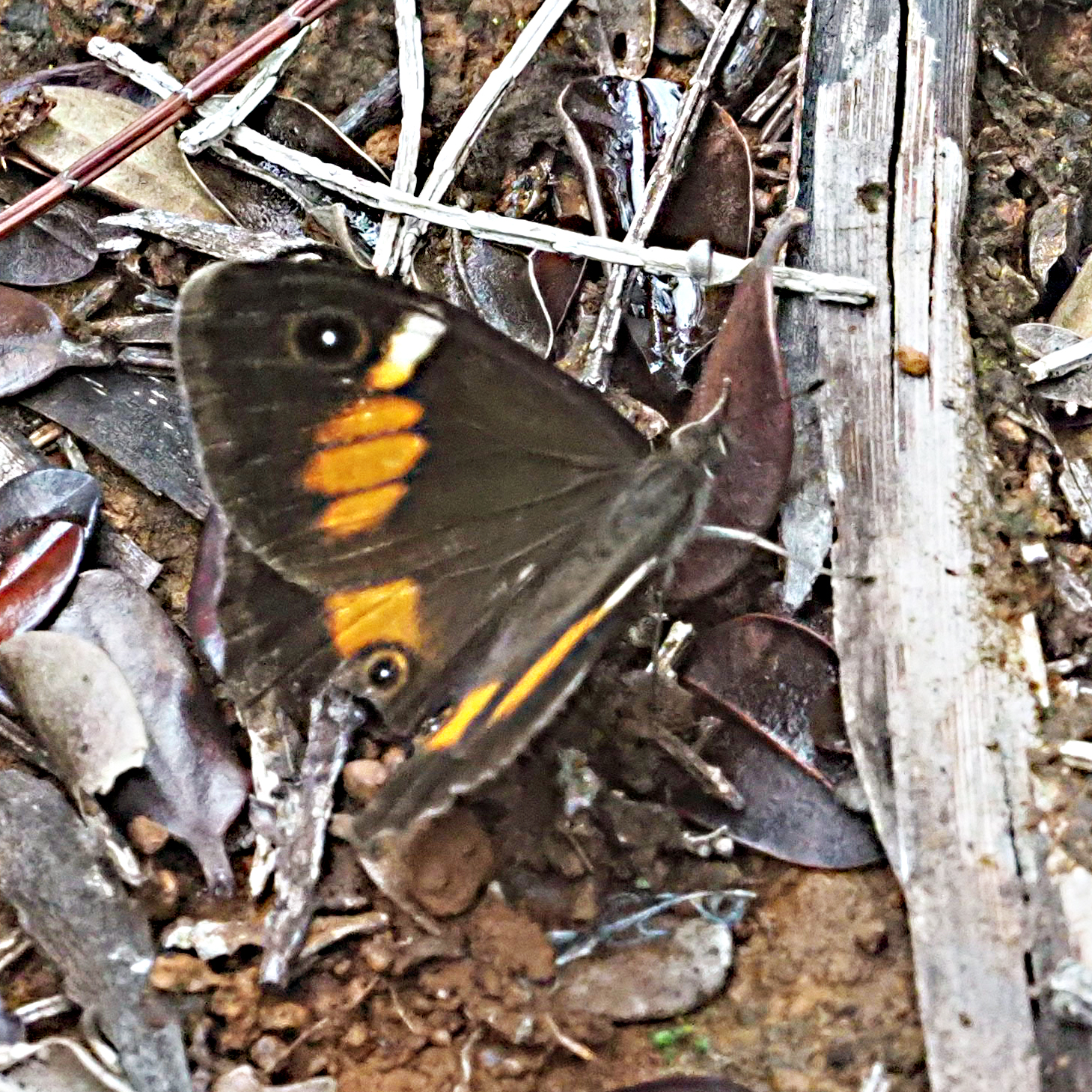
femelle forme orange

## Distribution
Paratisiphone lyrnessa est endémique de Nouvelle-Calédonie, où elle est présente sur la Grande Terre,.

## Systématique
L'espèce actuellement appelée Paratisiphone lyrnessa a été décrite par le naturaliste britannique William Chapman Hewitson en 1872, sous le nom initial de Lasiommata lyrnessa.
Elle est l'espèce type et unique espèce du genre monotypique Paratisiphone, décrit en 1928 par H. T. G. Watkins.

## Protection
Cette espèce n'a pas de statut de protection particulier.

## Philatélie
Paratisiphone lyrnessa figure sur trois timbres-poste de Nouvelle-Calédonie de 1990 : un représente un mâle et deux autres des femelles.
Le taxon de la plante hôte n'est plus valide actuellement.